# Tipula canadensis
Tipula canadensis är en tvåvingeart som beskrevs av Friedrich Hermann Loew 1864. Tipula canadensis ingår i släktet Tipula och familjen storharkrankar. Inga underarter finns listade i Catalogue of Life.